# Sverdrup & Parcel
Sverdrup & Parcel war ein amerikanisches Ingenieurbüro, das sich auf Brücken und andere große Tragwerke spezialisiert hatte.
Leif J. Sverdrup (1898–1976), ein in Norwegen geborener amerikanischer Bauingenieur, und John Ira Parcel, sein ehemaliger Professor an der University of Minnesota, gründeten das Büro 1928 in St. Louis, Missouri. Nach schweren Anfangsjahren während der Great Depression konnte Sverdrup & Parcel sich durch Aufträge für Brückenbauten im Rahmen der New-Deal-Programme etablieren. Im Lauf der Jahre entwickelte sich Sverdrup & Parcel zu der späteren Sverdrup Corporation mit über 5600 Mitarbeitern. 1999 fusionierte diese Gesellschaft mit Jacobs Engineering, Pasadena, Kalifornien, heute eine der weltweit größten Ingenieurgesellschaften.
Zu den von Sverdrup & Parcel geplanten Projekten gehören:
- die Amelia Earhart Bridge (1939) in Atchison, Kansas über den  Missouri River;
- die erste Sidney Lanier Bridge (1956), eine Hubbrücke über den Brunswick River in Georgia;
- die Puente de las Américas (1962) über den Panamakanal;
- der Chesapeake Bay Bridge-Tunnel (1964), der 1965 zum „Architektonischen Weltwunder der Moderne“ ernannt wurde;
- das Busch Memorial Stadium (1966) in St. Louis, Missouri;
- die Puente de Angostura (1967) über den Orinoco in Ciudad Bolívar, Venezuela;
- die Qotour-Talbrücke (1970), eine Eisenbahnbrücke im Iran;
- die Interstate-35W-Mississippi-River-Brücke in Minneapolis, Minnesota (die 2007 einstürzte);
- das Hearnes Center (1972), eine Mehrzweckhalle in Columbia (Missouri);
- den Mercedes-Benz Superdome (bis 2011 Louisiana Superdome) (1975) in New Orleans, Louisiana.